# Vlade Lazarevski
Vlade Lazarevski (in macedone Владе Лазаревски?; Kumanovo, 9 giugno 1983) è un ex calciatore macedone, di ruolo difensore.